# Nobuhisa Kojima
Pour les articles homonymes, voir Kojima.
Nobuhisa Kojima (小島 信久, Kojima Nobuhisa), né en 1933 et mort le 21 mars 2019, est un astronome japonais, découvreur de la comète périodique  70P/Kojima. L'astéroïde (4351) Nobuhisa porte son nom.